# (7411) 1990 QQ1
A (7411) 1990 QQ1 a Naprendszer kisbolygóövében található aszteroida. Henry E. Holt fedezte fel 1990. augusztus 22-én.